# Aramis Guelfi
Aramis Guelfi (Livorno, 12 novembre 1905 – Bari, 1977) è stato un politico italiano, antifascista livornese combattente per la libertà.

## Biografia
Di mestiere maestro d'ascia, detenuto politico sotto il fascismo (condannato nel 1936 a 4 anni di reclusione dal Tribunale speciale), combatté durante la Resistenza in un gruppo che operava nella zona di Volterra col nome di battaglia di "Taccata". Dopo la liberazione fu il primo segretario della federazione del PCI di Livorno (1945-1950), e successivamente venne inviato dalla Direzione nazionale a dirigere la federazione di Bari (1950-53). Al VII Congresso del PCI (Roma, 3-8 aprile 1951) venne eletto membro del Comitato Centrale. 
Nel 1950 sposò Ada Del Vecchio, socialista, che quello stesso anno prese anch'essa la tessera del PCI. (nel 1953 venne eletta in Parlamento). Quando nel 1963 la moglie si dimise per incompatibilità di vedute col gruppo dirigente, la seguì fino ad essere espulso, aderendo poi al Partito Socialista Democratico Italiano (PSDI).